# بودیشوو
بودیشوو (به چکی: Budišov) یک منطقهٔ مسکونی در جمهوری چک است که در منطقه تربیچ واقع شده‌است. بودیشوو ۱۳٫۳۰ کیلومتر مربع مساحت و ۱٬۱۹۸ نفر جمعیت دارد و ۴۸۰ متر بالاتر از سطح دریا واقع شده‌است.